# Revue de l'art ancien et moderne

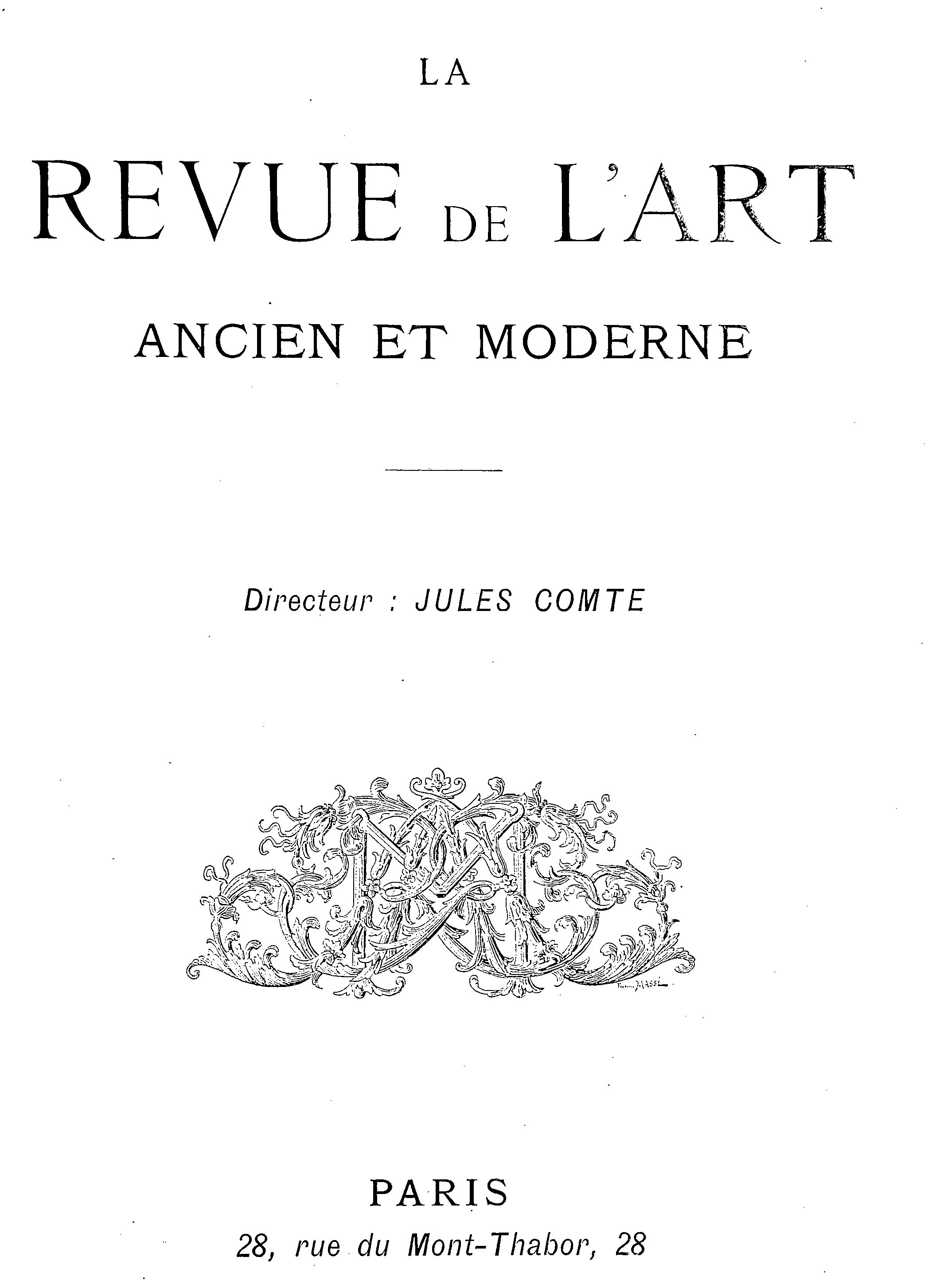
Revue de l'art ancien et moderne, 1901

La Revue de l'art ancien et moderne est une revue périodique sur les arts, fondée par Jules Comte en 1897.

## Historique
Cette revue est fondée en 1897 dans la continuité de la revue Les Beaux-Arts publiée entre 1861 et 1865 ; Jules Comte, le fondateur, intitule son premier numéro Les Beaux-Arts - Revue nouvelle puis change de titre pour La Revue de l'art ancien et moderne. Jules Comte dirige la revue jusqu'à sa mort en 1912. Prend la suite Raymond Woog, qui est directeur provisoire jusqu'au début de la guerre en juillet 1914. En 1919, André Dezarrois reprend cette revue et en sera directeur jusqu'en décembre 1937, date du dernier numéro (paru en janvier 1938). Dans l'intervalle, elle édite le Bulletin de l'art ancien et moderne qui connaît une certaine notoriété dans le milieu.
Émile Dacier est secrétaire de rédaction (1919-1926), puis  membre  du comité de rédaction (1931-1937)